# Équipe du Ghana féminine de hockey sur gazon
L'équipe du Ghana féminine de hockey sur gazon est la sélection nationale du Ghana représentant le pays dans les compétitions internationales féminines de hockey sur gazon. 

## Palmarès

### Jeux olympiques
Le Ghana n'a jamais participé à un tournoi féminin de hockey sur gazon des Jeux olympiques.

### Coupe du monde
Le Ghana n'a jamais participé à la Coupe du monde.

### Coupe d'Afrique des nations
- 2005 :  2e
- 2009 :  2e
- 2013 :  2e
- 2017 :  2e
- 2022 :  2e

### Jeux africains
- 1995 : 6e
- 2003 : 4e
- 2023 :  1re

### Jeux du Commonwealth
- 2018 : 10e